# Chaumont (Cher)
Chaumont é uma comuna francesa na região administrativa do Centro, no departamento de Cher. Estende-se por uma área de 2,11 km². Em 2010 a comuna tinha 54 habitantes (densidade: 25,6 hab./km²).